# Club Atlético Estudiantil Porteño
Il Club Atlético Estudiantil Porteño è una società calcistica argentina di Ramos Mejía, fondata il 6 settembre 1902.

## Storia

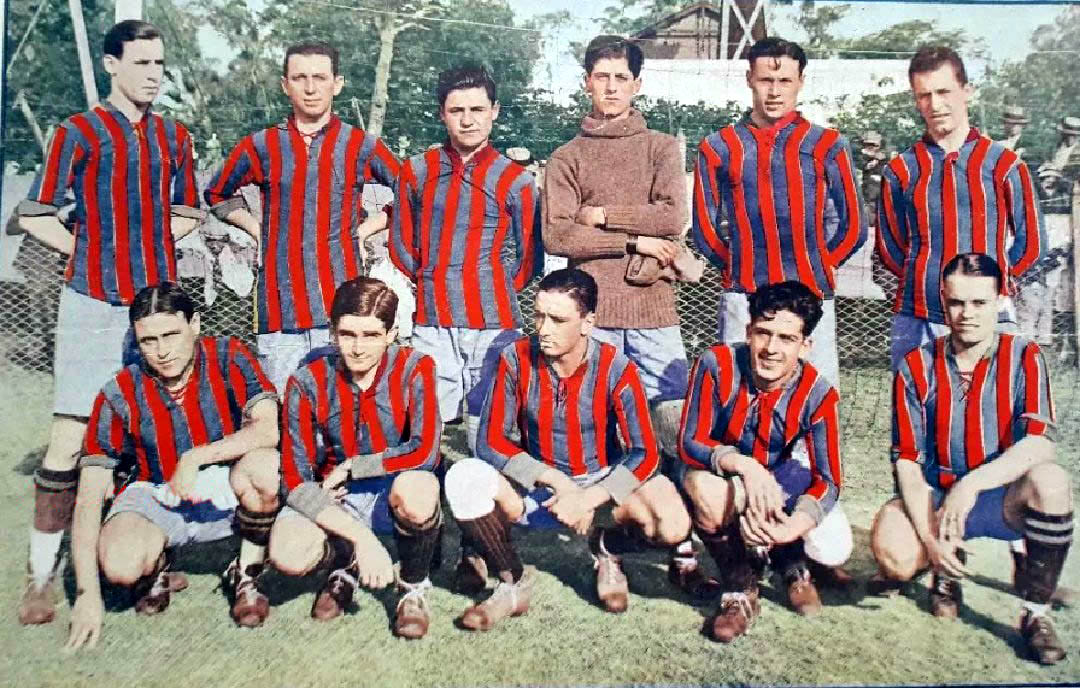
Estudiantil Porteño, 1926

Il club fu fondato da studenti del Colegio Nacional de Oeste con il beneplacito del direttore Juan Beltrán. Nel 1904 si affiliò alla Federazione calcistica argentina e nel 1913 partecipò per la prima volta a un torneo di massima serie, la Copa Campeonato, chiudendo all'ottavo posto. Rimase in Copa Campeonato sino al 1918; decise poi di affiliarsi alla Asociación Amateurs de Football, federazione di cui fu uno dei club fondatori. Nella nuova competizione si posizionò sovente nella seconda metà della classifica. La riunione delle due associazioni, avvenuta nel 1927, portò l'ampliamento del campionato a più di 30 partecipanti, e l'Estudiantil riuscì a evitare la retrocessione, con prestazioni di medio valore. 
Nel 1931, con la creazione del campionato professionistico, la società decise di tener fede alle sue origini dilettantistiche e si affiliò al campionato della AAF; vinse tale torneo grazie a alla vittoria sull'Almagro nello spareggio finale. Nel 1932 il club terminò 12º e l'anno seguente 14º, mentre nella stagione 1934 ottenne nuovamente il titolo, con 36 punti in 22 giornate. In quello stesso anno diede tre dei suoi giocatori alla Nazionale che doveva prendere parte al campionato del mondo 1934: partirono per l'Italia Alfredo De Vincenzi, Juan Pedevilla e Francisco Pérez. L'Estudiantil venne poi iscritto alla seconda divisione della AFA, a cui partecipò sino al 1939, anno in cui si allontanò dalla federazione e tornò al dilettantismo. La rosa dell'ultimo campionato, quello del 1938, annoverava Alberto Chividini e Attilio Demaría, entrambi schierati durante il campionato del mondo 1930 dall'Argentina.

## Stadio
L'Estudiantil Porteño ha cambiato vari stadi nel corso della sua storia: il primo era situato ad Alvear y Tagle (1902-1910); il secondo a Ituzaingó (1910-1914); il terzo a Campichuelo y Díaz Vélez (1914-1926); il quarto a Ciudadela (1926-1936); il quinto nella zona sud di Ramos Mejía 1936-1957 e dal 1957 ha la sede nella zona nord della stessa località.

## Palmarès

### Competizioni nazionali
- Copa Campeonato: 1

1931
- Primera División (AAF): 1

1934